# شالی شل
شالی شل، روستایی از توابع بخش کرفتو شهرستان دیواندره در استان کردستان ایران است.
این روستا در فاصله 42 کیلومتری از شهر دیواندره و 22 کیلومتری شهر زرینه قرار دارد.
نام شالی شل برگرفته از نقطه‌ای پر آب و آبشار به زبان عربی است ،وجود چشمه‌های فراوان آب در روستایی شالی شل و همچنین وجود آسیاب آبی در مسیر رودخانهٔ قدیمی آن دلیل بر همین مدعا است.

## جاهای تفریحاتی
سرچشمه‌های آب شالی شل : کانی گرمه، کانی زیارت، کانی چه رمو، کانی خوروه، کانی سید کاظم
در روستایی شالیشل جاهای فراوان تفریحی که پوشید از درخت و چمن زارهای دل‌نشین می‌باشد وجود دارد.
همچنین مزار سید بزرگوار سید رستم هم در این روستا قرار دارد که در بین مردم منطقه دارای احترام و تخلص خاصی به ایشان دارند
این روستا از نظر وجود چشمه های زیادی که دارد زبان زد عام و خاص می باشد یکی از مشهورترین و پر آب ترین‌ چشمه این روستا کانی گرمه می باشد که زیبای خاصی رو به این منطقه داده است

## جمعیت
این روستا در دهستان کانی شیرین قرار دارد و براساس سرشماری مرکز آمار ایران در سال ۱۳۸۵، جمعیت آن ۵۷۸ نفر (۱۲۹خانوار) بوده‌است.